# La Quatrième Dimension (série de livres-jeux)
Pour les articles homonymes, voir La Quatrième Dimension.
La Quatrième Dimension est une série de livres-jeux composée de quatre livres, parue initialement au Livre de poche avant d'être republiée par Posidonia Editions, elle fait partie de la collection « Histoires à jouer ».

## Composition de la série
1. Chasse à l'homme[1].
2. Le voyageur égaré[2].
3. Pris sur le vif[3].
4. Coupez !